# Chilocorus bipustulatus
Chilocorus bipustulatus (Linnaeus, 1758) è un coleottero appartenente alla famiglia dei Coccinellidi.

## Descrizione
La specie è simile alle altre della tribù dei Chilocorini; il corpo dell'adulto è tondeggiante, lunga circa 3-4 mm; le elitre sono scure, e presentano ciascuna due puntini rossi o arancio.
Le larve sono lunghe intorno ai 5 mm, di colore marrone scuro tranne per il primo segmento, che è giallo; il capo è nero, e sono coperte da vari punti scuri da cui fuoriescono setole spinose.

## Biologia

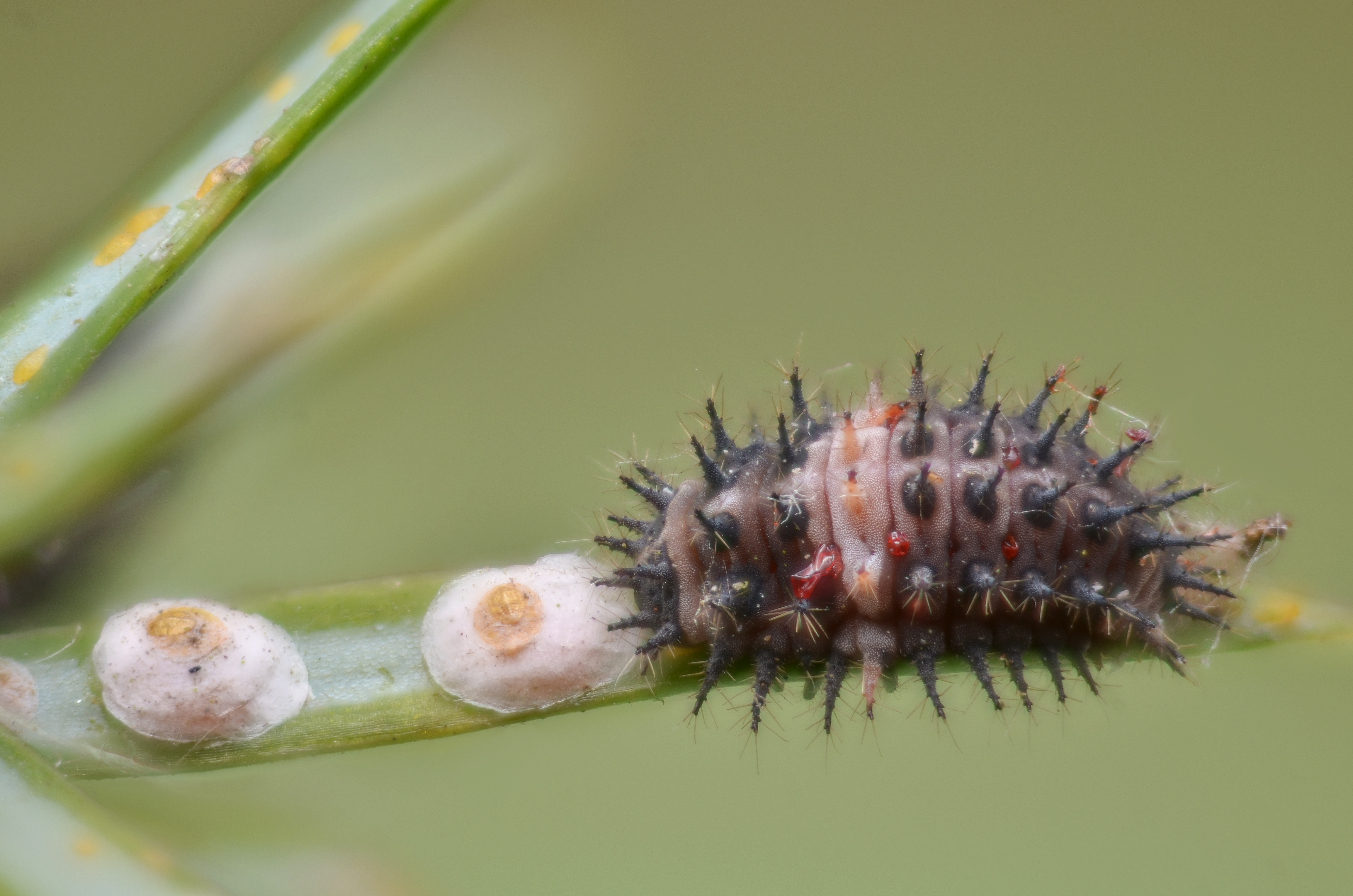
Larva che si nutre di alcune prede (probabilmente Carulaspis juniperi, Diaspididae)

Ogni femmina depone dalle 30 alle 60 uova non distanti dalle prede, di cui le larve cominciano a nutrirsi appena nate. In condizioni ideali, una generazione di insetti si sviluppa in 5-6 settimane. Ogni anno vi sono quattro generazioni, che si sovrappongono parzialmente a causa della lunga vita di questo insetto (dai due ai sei mesi).

### Prede e nemici naturali
Chilocorus bipustulatus è una specie predatrice sia da larva, sia da adulta, che si nutre prevalentemente di cocciniglie, in particolare appartenenti alle famiglie Diaspididae e Coccidae.
Tra le specie predate si annoverano Agonoscena pistaciae, Euphyllura olivina, Psylla pyricola (Psyllidae), Aonidiella orientalis, Chrysomphalus dictyospermi, Lepidosaphes malicola, Leucaspis pusilla, Parlatoria blanchardi, Parlatoria oleae, Pseudaulacaspis pentagona, Salicola kermanensis (Diaspididae), Bemisia tabaci (Aleyrodidae), Eulecanium prunastri (Coccidae), Maconellicoccus hirsutus, Planococcus citri (Pseudococcidae), Ommatissus binotatus lybicus (Tropiduchidae) e Phloeomyzus passerinii (Aphididae).
Tra i nemici naturali di questa specie figura soprattutto Homalotylus flaminius, un encirtide parassitoide; è inoltre colpita dal fungo entomopatogeno Hesperomyces virescens, che però non sembra causare all'insetto alcun danno.

## Distribuzione

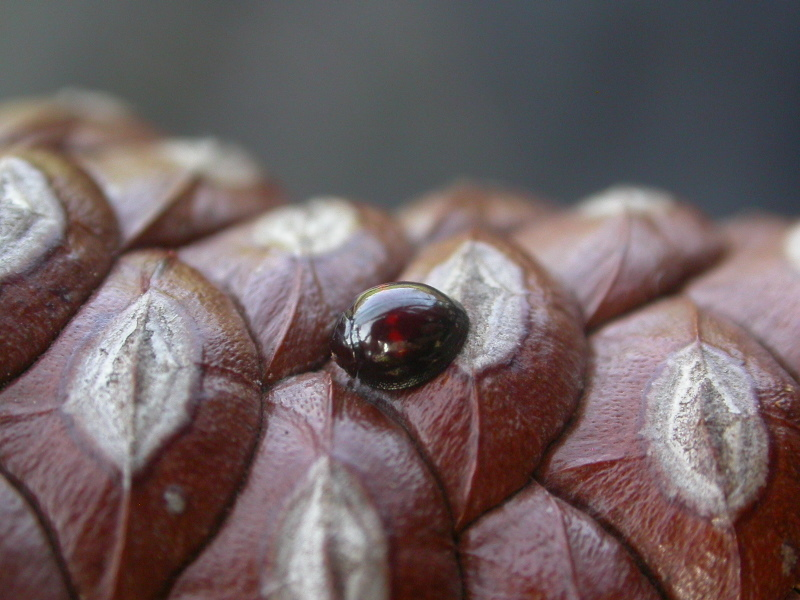
Adulto su una pigna

La specie è attestata in quasi tutta Europa, con l'eccezione delle isole più settentrionali (Islanda, Svalbard, Jan Mayen, Terra di Francesco Giuseppe, Novaja Zemlja).